# Медіаплан
Медіапла́н – це документ, що містить інформацію та економічне обґрунтування всіх можливих заходів необхідних для проведення ефективної рекламної кампанії певного підприємства.
Головне завдання такого документу є надання керівнику змістовних даних про охоплення цільової аудиторії, найкращі місця розміщення рекламного повідомлення, терміни та ефективну частоту розміщення, очікувані витрати та інше. Іншими словами, медіаплан формують в результаті аналізу значної кількості факторів, що характеризують той чи інший аспект.

## Види медіапланів

### За ступенем точності
- укрупнений (визначає загальні принципи роботи зі ЗМІ, виходячи із заданих параметрів);
- уточнений (гранично деталізований, спрямований на кілька цільових аудиторій).

### За стадіями розробки
- попередній (представлений проект медіаплану);
- остаточний (план вже затверджений і підписаний).

### За типом цілі
- стратегічний (охоплює цілі, досягнення яких передбачається у досить тривалому відрізку часу);
- тактичний (охоплює цілі, які можна досягти протягом середнього по тривалості часового відрізку);
- оперативний (цілі, які планується досягти в найближчому майбутньому).

## Етапи створення медіаплану
Медіапланування включає такі етапи :
1. Вивчення вихідних даних
2. Розробка медіаплану
3. Оптимізація медіаплану
4. Погодження
5. Реалізація медіаплану
6. Аналіз реалізованого медіаплану
7. Корекція медіаплану

### Вивчення вихідних даних
Зазвичай усі вихідні дані формують у вигляді брифу – короткого опису технічного завдання для виконавця. До медіа-брифу вносять таку інформацію:
- назва організації, її історія;
- інформація про продукт чи послугу (яка її частка на ринку, основні характеристики);
- цільова аудиторія (демографічні, географічні, соціальні, психологічні характеристики);
- інформація про конкурентів (головні конкуренти на ринку, їх продукти, основні переваги);
- цілі рекламної кампанії (їх потрібно формулювати чітко, конкретно і однозначно, адже на цілі опирається весь медіаплан і оцінка його ефективності визначається за відповідністю поставленим цілям);
- засоби розповсюдження реклами і вимоги до них (за бажанням рекламодавця);
- основна рекламна пропозиція (суть рекламного повідомлення, його ідея);
- бюджет рекламної кампанії, її строки та географія поширення [2].

Спеціаліст з медіапланування завжди починає роботу з вивчення брифу. Після детального аналізу цільової аудиторії, цілей рекламної кампанії, бюджету та інших характеристик визначаються пріоритетні ЗМІ для проведення кампанії і йде розробка самого медіаплану.

### Розробка медіаплану
В медіаплані повинні бути представлені конкретні ЗМІ, в яких будуть розміщуватись рекламні повідомлення, кількість таких повідомлень, частота їх появи, вартість одного контакту з аудиторією, вартість всієї рекламної кампанії в конкретному ЗМІ, а також деякі кількісні параметри, які потрібно знати й вміти обраховувати.
Розглянемо спочатку особливості розробки медіаплану для зовнішньої реклами. Потрібно пам’ятати, що повідомлення зовнішньої реклами повинні бути короткими, легко читатися на ходу, привертати увагу, часто потрапляти на очі аудиторії. Параметри зовнішньої реклами: загальний рейтинг, охоплення, формат, час розміщення, загальна вартість реклами, вартість контакту з тисячею споживачів або пункту рейтингу, вартість носія.
При виборі друкованих ЗМІ варто враховувати їх вид (журнал чи газета), загальний тираж, періодичність випусків (щоденна, щотижнева, щомісячна), тематичне спрямування, якість оформлення, статус видання (державне чи приватне), географічне поширення (місцева, регіональна, загальнодержавна). Параметри реклами в пресі: загальний рейтинг; загальний період публікації; назва видання; кількість представників цільової аудиторії; розмір реклами; місце у виданні; кількість повторів; дати публікації; загальна вартість реклами; вартість контакту з тисячею споживачів .
Для телебачення варто враховувати вид телебачення (кабельне, супутникове, ефірне), тип передачі (фільм, інформаційна чи спортивна програма тощо), прайм-тайм (час з найбільшою кількістю аудиторії, 80 % телеглядачів за день припадає на вечірній час), розміщення реклами під час передачі чи між ними та ін. Параметри реклами на телебаченні: загальний рейтинг, охоплення, частота, загальний період розміщення, канали, передачі, номер блоку, кількість представників цільової аудиторії або прогнозований рейтинг, розмір реклами, дати і дні тижня розміщення, час розміщення, місце в блоці, кількість виходів, загальна вартість реклами, вартість контакту з тисячею глядачів або пункту рейтингу, вартість ролика 
Особливості планування реклами на радіо ті ж, що й на телебаченні, і використовуються тут ті ж параметри. Проте при виборі цього каналу комунікації варто пам’ятати, що він є більш ефективним при поєднанні з іншими ЗМІ.
Для реклами в мережі Інтернет потрібно врахувати характеристики потенційної аудиторії, зміст сайту, на якому буде розміщуватись повідомлення (інформаційний, розважальний чи спеціалізований). Параметри Інтернет - реклами: загальний рейтинг, охоплення, формат, час розміщення, кількість контактів з представником цільової аудиторії, загальна вартість реклами, вартість контакту з тисячею споживачів або пункту рейтингу, вартість носія реклами .

### Оптимізація медіаплану
Коли проект медіаплану вже розроблений, можна його удосконалити, тобто оптимізувати, проаналізувавши отримані показники. Наприклад, виявивши, що запланованої кількості медіа-носіїв для ефективної рекламної кампанії буде недостатньо, але при цьому бюджет вже обмежений, можна використати ще один канал за рахунок зменшення частоти появи повідомлень в інших ЗМІ.

### Погодження
Після остаточного доопрацювання медіаплан погоджує замовник. Тоді медіаплан віддають для спеціалістів для закупівлі рекламного простору, виготовлення потрібних рекламних повідомлень тощо.

### Реалізація медіаплану
Під час введення медіаплану в дію потрібно слідкувати за його виконанням, аналізувати звіти і вчасно вносити корективи в хід рекламної кампанії.

### Аналіз реалізованого медіаплану
Після проведення рекламної кампанії здійснюється оцінка відповідності її результатів тим цілям, які передбачалися, аналізуються позитивні й негативні сторони.

### Корекція медіаплану
Після аналізу й виявлення переваг та недоліків медіаплану, за яким відбувалась рекламна кампанія, відбувається його корекція, врахування недоліків для створення медіаплану наступної рекламної кампанії.

## Засоби визначення ефективності медіаплану
Ефективність будь-якої діяльності, в тому числі й маркетингової, визначається відношенням досягнутих результатів до затрат на цю діяльність. При визначенні комунікативної ефективності медіапланування головним критерієм є відповідність поставленим цілям рекламної кампанії. Для того, щоб це дізнатись, передусім потрібно детально проаналізувати звіти про виконання медіаплану. На думку А. Н. Назайкіна  є ряд питань, на які потрібно дати відповідь, щоб визначити, наскільки медіапланування було ефективним у процесі комунікації:
- наскільки зросло після рекламування число людей з більш глибокої обізнаністю про товар, послугу або саму компанію;
- наскільки зросла кількість людей, що розібралися у властивостях, перевагах та вигодах товару;
- наскільки зросла кількість людей, схильних до купівлі товару;
- наскільки зросла кількість людей, які звернулися щодо товару;
- наскільки зросла кількість людей, що купили товар;
- інше.

Часто інформації, яка надається у медіа звітах, виявляється недостатньо, щоб оцінити, наскільки медіапланування було ефективним. В такому випадку використовують кілька видів оцінювання – попереднє тестування, паралельне тестування і тестування постфактум.